# 董恬
董恬（1454年—1527年），字世良，號中閬，直隸松江府上海縣人，明朝政治人物。賜進士出身。

## 生平
成化二十二年（1486年）丙午科應天府鄉試第一百二名舉人。弘治九年（1496年）丙辰科二甲六十一名進士。授工部主事，分司徐州漕运，考满，改刑部，歷员外郎、郎中，十八年（1505年）九月奉勑錄囚浙江，正德三年（1508年）升大理寺丞，五年官至大理寺右少卿。正德五年（1510年），被指為劉瑾同黨，革職為民。世宗继位，覃恩詔以章服閒居。嘉靖六年卒，年七十四。

## 家族
出身松江董氏。一世祖董官一，元初居华亭竹冈。曾祖父董思忠；祖父董以和；父董綸，官南京監察御史，升刑部员外郎；母謝氏。慈侍下。兄麒、麟（義官）、恢。弟董忱（同科進士）、董源（监生）、董懌、董懷、董泮（義官）、董愉、董洵、董龍。
董恬為董纶次子，與弟董忱同榜進士。父子三人有「雲間三鳳」之譽。
董其昌是其同族。